# Březen 2003
5. března – středa
 Zmocněnce vlády pro lidská práva Jana Jařaba na stanici metra Můstek fyzicky napadli dva muži. 
6. března – čtvrtek
 Krátce po startu havarovalo dopravní letadlo společnosti Air Algérie v alžírském Tamanrassetu a zahynulo 102 osob. 
 Na Václavském náměstí v Praze se upálil devatenáctiletý muž. 
7. března – pátek
 Václav Klaus složil prezidentský slib a stal se druhým českým prezidentem. 
8. března – sobota
 Při nehodě autobusu u Nažidel na českokrumlovsku zahynulo 17 lidí a 34 jich bylo zraněno. Později na následky havárie zemřely další 3 osoby. 
 Občané Malty v referendu odhlasovali vstup své země do Evropské unie. 
11. března – úterý
 Spojené státy americké na střelnici Eglinovy letecké základny na Floridě zkušebně odpálili bombu GBU-43 MOAB, dosud nejsilnější nenukleární zbraň. 
12. března – středa
 V Bělehradě byl před sídlem vlády zastřelen srbský premiér Zoran Đinđić. 
15. března – sobota
 Novým čínským prezidentem byl zvolen Chu Ťin-tchao. 
16. března – neděle
 Americký prezident George W. Bush, britský premiér Tony Blair a španělský premiér José María Aznar jednali na Azorských ostrovech o připravované válce v Iráku. 
 Asi 1000 demonstrantů protestovalo před britskou a americkou ambasádou v Praze proti připravované válce v Iráku. Protiválečné demonstrace proběhly i v několika městech v USA. 
 Ve finských parlamentních volbách zvítězila strana Finský střed se ziskem 24,69 % hlasů. 
18. března – úterý
 Václav Klaus na svou první zahraniční cestu ve funkci prezidenta odjel na Slovensko, kde se setkal s prezidentem Rudolfem Schusterem. 
20. března – čtvrtek
 Koaliční armády pod vedením USA zahájily válku proti Iráku. 